# 오야시라즈역
오야시라즈역(일본어: 親不知駅, おやしらずえき)은 일본 니가타현 이토이가와시에 있는 에치고토키메키 철도의 철도역이다.

## 역 구조
섬식 1면 2선 구조의 지상역이다. 역사 쪽 승강장이 상행선이다. 구름다리가 없는 대신 건널목이 존재한다.

### 승강장
| 역사쪽 | ■ 니혼카이 히스이 라인 | 도마리 · 도야마 방면       |
| 반대쪽 | ■ 니혼카이 히스이 라인 | 이토이가와 · 나오에쓰 방면 |

## 역세권 정보
- 오야시라즈 해수욕장
- 호쿠리쿠 자동차도 오야시라즈 나들목
- 국도 제8호선

## 역사
- 1912년 10월 15일 - 일본국유철도 호쿠리쿠 본선 도마리 역 ~ 오미 역 구간의 개통과 동시에 개업.
- 1987년 4월 1일 - 민영화에 따라 서일본 여객철도의 소속이 되었다.
- 2015년 3월 14일 - 호쿠리쿠 신칸센 연장 개통에 따라 에치고토키메키 철도로 소속이 이관되었다.

## 인접역
| 에치고토키메키 철도 ■ 니혼카이 히스이 라인 | 에치고토키메키 철도 ■ 니혼카이 히스이 라인 | 에치고토키메키 철도 ■ 니혼카이 히스이 라인 |
| ------------------------------------------ | ------------------------------------------ | ------------------------------------------ |
| 이치부리 도마리 방면                       |                                            | 오미 나오에쓰 방면                         |